# Camerimage
O The International Film Festival of the Art of Cinematography Camerimage (em polonês: Międzynarodowy Festiwal Sztuki Autorów Zdjęć Filmowych Camerimage) é um festival de cinema que celebra obras cinematográficas. As primeiras sete cerimônias, ocorridas de 1993 a 1999, aconteceram em Toruń, na Polônia; as dez cerimônias seguintes, ocorridas de 2003 a 2009, aconteceram em Łódź. Desde 2010, o festival tem sido celebrado na cidade de Bydgoszcz. Em 2007, o nome do festival foi trocado de Camerimage para Plus Camerimage, no entanto, em 2013, voltou após o fim da parceria com a empresa Plus. Ao fim de novembro de cada ano, o festival reúne cineastas, estudantes de cinema e associados da indústria cinematográfica.

## Prêmios
Main Competition
- Golden Frog (Złota Żaba)
- Silver Frog (Srebrna Żaba)
- Bronze Frog (Brązowa Żaba)

Student Etudes Competition (Konkurs etiud studenckich)
- Golden Tadpole (Złota Kijanka)
- Silver Tadpole (Srebrna Kijanka)
- Bronze Tadpole (Brązowa Kijanka)

Documentary Films Competition
- Documentary Shorts Competition
- Documentary Features Competition

Feature Debuts Competition
- Directors' Debuts Competition
- Cinematographers' Debuts Competition

Music Videos Competition
- Best Music Video
- Best Cinematography in Music Video

3D Films Competition
Polish Films Competition
Camerimage Lifetime Achievement Award
Cinematographer - Director Duo Award

## Vencedores

### Golden Frog
| Ano  | Filme                             | Título original              | Diretor(es) de Fotografia     | Ref.          |
| ---- | --------------------------------- | ---------------------------- | ----------------------------- | ------------- |
| 1993 | The Piano                         | —                            | Stuart Dryburgh               | [ 4 ]         |
| 1994 | Woyzeck                           | —                            | Tibor Máthé                   | [ 4 ]         |
| 1994 | Crows                             | Wrony                        | Arthur Reinhart               | [ 4 ]         |
| 1995 | The Seventh Room                  | A hetedik szoba              | Piotr Sobociński              | [ 4 ]         |
| 1996 | Secrets & Lies                    | —                            | Dick Pope                     | [ 4 ]         |
| 1997 | Character                         | Karakter                     | Rogier Stoffers               | [ 4 ]         |
| 1998 | Central do Brasil                 | —                            | Walter Carvalho               | [ 4 ]         |
| 1999 | Elizabeth                         | —                            | Remi Adefarasin               | [ 4 ]         |
| 2000 | Amores perros                     | —                            | Rodrigo Prieto                | [ 4 ]         |
| 2001 | The King is Dancing               | Le Roi danse                 | Gérard Simon                  | [ 5 ]         |
| 2002 | Edi                               | —                            | Krzysztof Ptak                | [ 6 ]         |
| 2002 | Road to Perdition                 | —                            | Conrad Hall                   | [ 6 ]         |
| 2003 | Cidade de Deus                    | —                            | César Charlone                | [ 7 ]         |
| 2004 | Vera Drake                        | —                            | Dick Pope                     | [ 8 ]         |
| 2005 | Fateless                          | Sorstalanság                 | Gyula Pados                   | [ 9 ]         |
| 2006 | Pan's Labyrinth                   | El laberinto del fauno       | Guillermo Navarro             | [ 10 ]        |
| 2007 | The Diving Bell and the Butterfly | Le scaphandre et le papillon | Janusz Kamiński               | [ 11 ]        |
| 2008 | Slumdog Millionaire               | —                            | Anthony Dod Mantle            | [ 12 ]        |
| 2009 | Lebanon                           | לבנון                        | Giora Bejach                  | [ 13 ]        |
| 2010 | Venice                            | Wenecja                      | Arthur Reinhart               | [ 14 ]        |
| 2011 | In Darkness                       | W ciemności                  | Jolanta Dylewska              | [ 15 ]        |
| 2012 | War Witch                         | Rebelle                      | Nicolas Bolduc                | [ 16 ]        |
| 2013 | Ida                               | —                            | Łukasz Żal Ryszard Lenczewski | [ 17 ]        |
| 2014 | Leviathan                         | Левиафан                     | Mikhail Krichman              | [ 18 ]        |
| 2015 | Carol                             | —                            | Edward Lachman                | [ 19 ]        |
| 2016 | Lion                              | —                            | Greig Fraser                  | [ 20 ] [ 21 ] |
| 2017 | On Body and Soul                  | Testről és lélekről          | Máté Herbai                   | [ 22 ] [ 23 ] |
| 2018 | The Fortress                      | Namhansanseong               | Ji Yong Kim                   | [ 24 ]        |
| 2019 | Joker                             | —                            | Lawrence Sher                 | [ 25 ]        |
| 2020 | Nomadland                         | —                            | Joshua James Richards         | [ 26 ]        |
| 2021 | C'mon C'mon                       | —                            | Robbie Ryan                   | [ 27 ]        |
| 2022 | Tár                               | —                            | Florian Hoffmesister          | [ 28 ]        |

## Eventos adicionais
- Camerimage Market
- Mostruário de equipamentos
- Exibições e performances ao vivo
- Student Panorama, dedicado a estudantes de cinema que não adentraram aos indicados
- Camerimage Forum, seminário para direitos de propriedade de cineastas
- Exibições especiais de premières, análises, retrospectivas, encontros, seminários e workshops de cineastas consagrados

## Academy Awards
Desde 2003, curtas-metragens concedidos ao Golden Frog durante o festival recebem a condecoração da Academy Awards na categoria Documentary Short Subject, sem necessidade de cumprimento do requisito de teatralidade. Para atender a todos os requisitos, o tempo limite de duração do documentário selecionado foi reduzido de 60 para 40 minutos. Desse modo, os requisitos para o Camerimage e para a Academy Awards são iguais.